# 3960 Chaliubieju
3960 Chaliubieju è un asteroide della fascia principale. Scoperto nel 1955, presenta un'orbita caratterizzata da un semiasse maggiore pari a 2,6399606 UA e da un'eccentricità di 0,2810440, inclinata di 14,47350° rispetto all'eclittica.